# Czerwcowi komuniści
Czerwcowi komuniści – nieformalne określenie członków Komunistycznej Partii Estonii pochodzenia miejscowego, w odróżnieniu od tzw. Jestończyków – członków partii urodzonych lub wychowanych poza Estonią. Ich nazwa pochodziła od miesiąca, w którym Estonię przyłączono do ZSRR. 
Czerwcowymi komunistami nazywano nowo wstępujących członków szybko rozrastającej się Komunistycznej Partii Estonii (partia ta w Estonii miała pod koniec 1939 ok. 150 członków, po aneksji kraju przez ZSRR w czerwcu 1940 liczba ta wzrosła do 1344 we wrześniu 1940 i 3732 w czerwcu 1941). Po wkroczeniu armii sowieckiej do Estonii w czerwcu 1944 w KPE zaczęto nazywać czerwcowymi komunistami działaczy miejscowych, w odróżnieniu od Jestończyków – członków partii urodzonych lub wychowanych poza Estonią, nie zainteresowanych specyfiką miejscową. Czerwcowych komunistów wspierał I sekretarz KPE w latach 1944–1950 Nikolai Karotamm, był do nich zaliczany Arnold Veimer, przewodniczący Rady Komisarzy Ludowych i prezes Rady Ministrów Estońskiej SRR w latach 1944–1951. W 1950 walkę o wpływy w partii przegrali z Jestończykami i wielu z nich zostało usuniętych z aparatu państwowego i partyjnego wszystkich szczebli, a także oświaty i kultury. Nowo wybrany I Sekretarz KPE Johannes Käbin nie był zaliczany do czerwcowych komunistów, ale nie należał też do przeciwników Nikolaia Karotamma i w czasie sprawowania do 1978 swojej funkcji lawirował pomiędzy ścisłym wykonywaniem poleceń Moskwy i utrzymaniem pewnej odrębności republiki związkowej.
Tzw. narodowi komuniści zaczęli na nowo wstępować do KPE w latach 60., licząc na demokratyzację systemu politycznego. Stopniowo zaczęli obejmować stanowiska w aparacie władzy. Proces ten został jednak przerwany po 1968 wraz ze zintensyfikowaną akcją rusyfikacyjną. której towarzyszyła teza o ukształtowaniu się jednego narodu radzieckiego. Narodowi komuniści zaczęli wówczas tracić swoje stanowiska na rzecz działaczy przybyłych z innych republik radzieckich. W 1978 kolejnym I Sekretarzem KPE został w 1978 zaliczany do Jestończyków Karl Vaino. Pierwszym od 1950 rodowitym Estończykiem, który objął stanowisko I Sekretarza KPE został dopiero w 1988 jego następca Vaino Väljas.